# Carnage (personaje)
Carnage (conocido también como Matanza en España) es un supervillano ficticio que aparece en las historietas publicadas por Marvel Comics, generalmente representado como un enemigo de Spider-Man y Venom. El personaje apareció por primera vez en The Amazing Spider-Man # 361 (abril de 1992), y fue creado por el escritor David Michelinie y el artista Mark Bagley. Carnage pertenece a una raza de parásitos extraterrestres amorfos conocidos como los Simbiontes, que forman una simbiosis al vincularse con sus anfitriones, otorgándoles habilidades sobrehumanas. El simbionte Carnage generalmente se representa como un descendiente de Venom que es más poderoso que él debido a la naturaleza de los simbiontes, y es mucho más sociópata y sádica. Al igual que Venom, Carnage ha tenido múltiples anfitriones a lo largo de los años, pero el más infame sigue siendo el primero, el asesino en serie 'Cletus Kasady', cuya personalidad coincide perfectamente con la del simbionte. Otros anfitriones incluyen a Ben Reilly, Karl Malus y Norman Osborn.
El personaje se ha adaptado sustancialmente de los cómics a varias formas de medios, incluidas películas, series de televisión y videojuegos. Cletus Kasady hizo su debut cinematográfico en la película de Universo de Sony Pictures de Personajes de Marvel Venom (2018), interpretado por Woody Harrelson y en Venom: Let There Be Carnage (2021) y será el villano de su padre, donde se convertirá en Carnage. En 2009, la versión Cletus Kasady de Carnage se clasificó como IGN 90.º más grande villano de cómic de todos los tiempos. Es uno de los villanos más malvados de Spider-Man y Marvel.

## Historial de publicaciones
El simbionte Carnage fue derivado por el escritor David Michelinie, mientras que Mark Bagley diseñó el simbionte Carnage. El simbionte fue diseñado para ser una versión más oscura de Venom y se creó debido a que los escritores no querían un reemplazo para Eddie Brock como Venom. Carnage fue en parte creado debido a la inmensa popularidad de Venom entre los fanáticos. El personaje originalmente iba a llamarse "Caos" y luego "Ravage" antes de ser decidido en "Carnage".

## Huéspedes

### Cletus Kasady
Cuando el simbionte de Eddie Brock, Venom, pronto volvió a unir permitiendo a Venom para escapar de la prisión, el simbionte dejó su descendencia en la célula; Debido a su mentalidad extraña, el simbionte no sintió ningún vínculo emocional con su descendencia, considerándolo insignificante, y por lo tanto nunca comunicó su existencia a Brock a través de su enlace telepático. El nuevo simbionte se unió al compañero de Eddie Brock, Cletus Kasady, a través de un corte en su mano, transformándolo en Carnage. El vínculo entre el simbionte Carnage y Kasady era más fuerte que el vínculo entre Brock y el simbionte Venom. Cletus Kasady también era un asesino en serie y se pensaba que estaba loco. Como resultado, Carnage es mucho más violento, poderoso y letal que Venom. Kasady y el simbionte serían un antagonista principal en "Maximum Carnage" y Kasady sería continuamente el personaje más recurrente en el uso del simbionte de Carnage en muchas publicaciones.

### Ben Reilly (Spider-Carnage)
El simbionte se transfirió a Spider-Man, Ben Reilly en ese momento, cuando Ben se unió a él para evitar que dañara a personas inocentes, creando a Spider-Carnage. La fuerza de voluntad de Ben resistió los deseos asesinos del simbionte el tiempo suficiente para que se la devolviera a Ravencroft. Reilly posteriormente intentó destruir el simbionte al someterse a una explosión de microondas potencialmente letal, pero se escapó con Kasady después de que las microondas lo obligaran a separarse de él.

### Tanis Nevies (Scorn)
Tanis Nevies apareció por primera vez en Carnage Family Feud # 1 y murió en Web of Venom: Carnage Born # 1. Después de que Sentry se separara de Carnage fuera de la atmósfera terrestre se descubrió que, aunque el anfitrión probablemente fue asesinado, el simbionte sobrevivió quedándose inactivo y regresó a la Tierra, donde fue descubierto por Michael Hall, un competidor de Tony Stark. Trajo a Shriek y su médico, Tanis Nevies, para que pudiera usar a Shriek y mantener vivo al simbionte, con el fin de utilizar las propiedades del simbionte, para crear prótesis y exo-trajes que respondan de la misma manera que un simbionte. Una de esas personas, el Dr. Tanis Nieves, está equipado con uno de estos brazos protésicos después de quedar atrapado en un ataque por el Doppelganger, que intentó rescatar a Shriek. Cuando está cerca del simbionte, su brazo se vuelve loco y lo obliga a matar a varios científicos antes de que el simbionte se una a la fuerza, convirtiéndose el nuevo Carnage. Después de que el simbionte use a Tanis para irrumpir en una instalación de Hall Corporation, se revela que Kasady está vivo (aunque ambas piernas han sido cortadas), su cuerpo conservado por el simbionte y reparado por las prótesis de Hall. Kasady recupera el simbionte y se convierte en Carnage una vez más, intentando vengar su cautiverio mientras Spider-Man y Iron Man luchan por detenerlo. Entonces se revela que Carnage está otra vez embarazado, y el engendro de la prenda se une brevemente a Tanis, pero ella se la quita a sí misma y al simbionte bono de Shriek antes de ser arrancada de ella. Asustado por la malicia de Shriek, el brazo simbionte luego se une a Tanis, creando un nuevo héroe, Scorn, quien derrota a Shriek y la obliga a usar su grito sónico para debilitar a Carnage, pero se escapa.
Cuando Carnage invadió Doverton, Colorado y se unió a sus ciudadanos y al equipo de los Vengadores, quienes originalmente intentaron detener a Carnage. Después de eso, el gobierno envió otro equipo formado por fuerzas especiales mejoradas por simbiontes. El Dr. Tanis Nieves, como Scorn, está de acuerdo con Agony, Phage, Riot y Lasher, pero son superados en número ya que Carnage controla toda la ciudad. Las fuerzas especiales mejoradas siguen luchando, pero Carnage envía a los Vengadores controlados tras ellos, que es cuando Spider-Man viene con los residentes no afectados de la ciudad. El cuerpo a cuerpo es particularmente feroz cuando Venom interviene con rondas sonoras. Scorn usa un vehículo de construcción para llevar a los dos a un dispositivo que ella construyó y revela que su dispositivo está destinado a eliminar permanentemente los vínculos de Carnage y Venom, pero los anfitriones aún están allí. Después de que los simbiontes lucharon con ellos mismos y con el equipo de los Vengadores, Venom encuentra su camino de regreso a Flash Thompson, mientras que Scorn puede capturar y contener al simbionte Carnage.
En Carnage Born, se revela que el desprecio se corrompió por Knull y comenzó un culto para adorar a Knull. Ella y sus seguidores recuperan los restos del simbionte Grendel de Maker, junto con el cuerpo dañado de Cletus después del evento Venomized. Después de implantar los restos dentro de Cletus, comenzó a luchar por el control. Ella se ofrece a Cletus para que él pueda absorber los restos de Carnage que quedan en su cuerpo, pero en cambio él la mata haciendo que su sangre se vuelva otra vez Carnage.

### Karl Malus (Superior Carnage)
Después de que Kasady fue lobotomizado, fue sacado de la cárcel por el Mago y Klaw, quienes intentaron reclutarlo para los Cuatro Espantosos y convertirlo en su propia versión de Venom. Después de un intento fallido de controlar Kasady, Mago transfiere el simbionte al Dr. Karl Malus. El Dr. Malus se enfureció y, bajo la influencia del simbionte, trató de matar a sus compañeros de equipo, pero fue dominado por Klaw y controlado por el Mago, que lo llama "Superior Carnage" y lo equipa con armas.
El trío se enfrenta al Superior Spider-Man y durante su batalla, el Mago pierde su control sobre Carnage y se lesiona fatalmente una vez que Spider-Man lo suelta accidentalmente debido a la conmoción de descubrir que el Mago leyó su mente y conoce a Otto Octvaius. Carnage, ahora libre, se desboca y comienza a matar a cualquiera que esté frente a él. Klaw intenta detenerlo, pero debido a que su arma está dañada, falla y se da cuenta de que la única forma es que el Mago recupere el control. Tanto Carnage como Klaw salen a la calle. Carnage lucha contra el Superior Spider-Man y admite que, aunque le gustaba usar armas, para él es mejor rasgar y cortar los cuerpos. Klaw intenta que el Mago controle a Carnage de nuevo, pero es asesinado por Carnage y la explosión separa al simbionte de su anfitrión, solo para vincularse con el Mago herido.

### Norman Osborn (Duende Rojo)
Después del golpe de Estado de Hydra en América, el simbionte Carnage fue robado de un viejo almacén de S.H.I.E.L.D. por el entonces impotente Norman Osborn. Inicialmente se sintió abrumado por el deseo del simbionte por un Carnage sin sentido cuando permitió que se fusionara con él, pero ha sido capaz de "persuadir" al simbionte para que le permita controlar los poderes de Carnage para demostrarle algo. Aparte del Carnage sin sentido 'aburrido'. Usando esta combinación de poderes durante el argumento de "Go Down Swinging", Norman es capaz de atravesar a la Antorcha Humana, Clash, Silk, Miles Morales y Agente Anti-Venom, con la combinación del simbionte y el suero Duende que hacen que Carnage sea inmune a sus debilidades tradicionales, en algún momento transfiriendo parte del simbionte a su nieto Normie lo suficiente para convertirlo en una versión en miniatura de Duende Rojo. El simbionte Carnage aparentemente es destruido por Spider-Man cuando lo golpea con un tanque de gas en explosión, sin embargo, debido a que el simbionte estaba vinculado a Norman cuando Peter lo destruyó, se pregunta qué tipo de efecto podría haber tenido en la mente de su viejo enemigo. Más tarde, mientras Spider-Man visita a Norman en Ravencroft, se revela que la mente de Norman parece haber sido completamente frita y ahora cree que Spider-Man es en realidad Norman Osborn y él es Cletus Kasady. No está claro si está fingiendo o no o si realmente ha perdido la razón. Mientras tanto, Harry se las arregla para quitar el simbionte Carnage de Normie. No todo se ha ido.

### Otros huéspedes
Ha habido otros huéspedes a corto plazo para el simbionte.

#### John Jameson
Aunque vinculado al torrente sanguíneo de Kasady, el simbionte encontró una manera de deshacerse de su anfitrión al viajar a través de las tuberías de agua del Instituto Ravencroft, abrumando al jefe de Ravencroft, John Jameson. Carnage lo usó para cometer más asesinatos antes de finalmente vincularse con Spider-man, que era Ben Reilly en ese momento.

#### Norrin Radd (Carnage Cósmico)
Durante un alboroto posterior, el simbionte Carnage intentó brevemente tomar el control de Silver Surfer, quien estaba visitando la Tierra en ese momento para dar la bienvenida a los Cuatro Fantásticos después de su regreso a la vida después de la batalla con Onslaught. Al final resultó que, Galactus había consumido un planeta en el que vivían muchos simbiontes, y la especie lo había convertido en un recuerdo de la raza para que cada futuro simbionte pudiera recordarlo, así como el surfista que había sido el heraldo de Galactus en ese momento. Al ver a Silver Surfer, el simbionte Carnage abandonó a Kasady y se unió a Silver Surfer, convirtiéndose en Carnage Cósmico. Spider-Man y el Surfer lograron devolver el simbionte a Kasady, quien se estaba muriendo de cáncer de estómago, y luego el Silver Surfer procedió a sellar al anfitrión y al simbionte en una prisión inquebrantable en un intento de obligarlo a reflexionar sobre sus pecados por la eternidad.

#### Bentley Wittman (Mago)
En última instancia, Spider-Man saca el cuerpo de Kasady para atraer con éxito al simbionte, que inmediatamente devora al Dr. Malus y luego se prepara para acabar con el Mago. Sin embargo, el espíritu efímero de Klaw concentra sus poderes de manipulación del sonido una última vez por una fracción de segundo para crear una poderosa explosión sónica que desactiva la carnicería, permitiendo que el simbionte sea recapturado. En el epílogo se muestra que el simbionte ha logrado reparar el daño cerebral de los Mago y Kasady.

#### Carla Unger
Después de que el simbionte murió en cautiverio, la Dra. Carla Unger estaba examinando una muestra del simbionte, hasta que la muestra entró en su cuerpo. Cuando se fue a casa, el simbionte se formó a su alrededor y luego ella, con el simbionte, mató a su esposo abusivo. Después de eso, el simbionte la consumió y se dirigió a otros anfitriones para volver a Kasady. Cuando el simbionte llegó a un Kasady herido, un científico que quería el simbionte para sí mismo trató de matar a Kasady, pero el simbionte volvió a vincular a Cletus.

### El Leviatán Carmesí
Carnage se unió a un gran tiburón blanco para escapar de la Isla de Huesos y merodeó el océano durante varios meses como el "rey rojo de la oscuridad". Finalmente, se topó con un bote lleno de balleneros y aprovechando la oportunidad, Carnage atrapa a uno de los balleneros y se une a él, sube a bordo y se prepara para matar a la tripulación, con la intención de tomar su lugar como la Mano Derecha Roja del Rey de Negro. Sin embargo, en ese momento exacto, Eddie Brock mata a Knull, lo que hace que la cúpula del simbionte que encierra la Tierra se rompa en innumerables simbiontes. A través de la mente colmena del simbionte, Eddie, ahora el nuevo dios de los simbiontes, llama a Carnage, quien le gruñe a su némesis para que se salga de su cabeza. Mientras los simbiontes llueven del cielo sobre el barco y el océano, se unen a la tripulación del barco y afirman que son Venom, dejando a Carnage conmocionado e incrédulo. Manifestando un brazo-cuchillo, Carnage gruñe que los matará a todos, pero es botada sin contemplaciones por la borda. Interviniendo, el simbionte de Venom afirma que Knull está muerto y que Eddie es el nuevo Rey de Negro, lo que convierte a Carnage en uno de sus súbditos. Mientras Carnage vuelve a hundirse en el océano, Eddie dice que no es bienvenida en su colmena reformada y la sentencia a ejecución. Innumerables tiburones controlados por simbiontes comenzaron a rodear a Carnage y a devorarla en un frenesí de alimentación hasta que el simbionte desaparece por completo en la oscuridad del océano.

## Poderes y Habilidades
Como Eddie Brock explicó, el simbionte Carnage nació con habilidades aún más singulares que las de su progenitor-debido al hecho de que se gestó en un medio ajeno a ella- en la Tierra. El simbionte alienígena dota a Cletus Kasady con mayor resistencia física, que la de Spider-Man y Venom combinados y de forma cambiante habilidades, le permite proyectar una sustancia similar a una red desde cualquier parte de su cuerpo, incluyendo la formación de las armas, Y le permite plantar pensamientos en la cabeza de una persona usando un zarcillo simbiótico. Al igual que Spider-Man, Kasady tiene la capacidad de aferrarse a prácticamente cualquier superficie, y tiene una versión de Spider-Man, un sentido arácnido, como el simbionte puede transmitir información a él desde cualquier ángulo y subvenciones de Kasady en la capacidad de ver en cualquier dirección, advirtiéndole de amenazas entrantes que llegan. Él puede rastrear rápidamente, caminar, o correr a través de superficies incluso lisas. El simbionte Carnage tiene habilidades similares a las de Spider-Man como resultado directo del primer anfitrión del simbionte Venom, Peter Parker, quien transfirió algo del poder de Spider-Man al simbionte.
Él es capaz de regenerar rápidamente los tejidos corporales dañados mucho más rápido y más extensamente que un humano común. Esto se ha demostrado lo suficientemente potente como para permitirle regenerarse de la decapitación. Sin embargo, después de ser desgarrado por la mitad por Sentry, se le colocaron piernas artificiales, pero esto ocurrió mientras estaba separado del simbionte. Kasady también es inmune a los efectos de todas las enfermedades e infecciones terrestres siempre y cuando permanezca vinculado con el simbionte. Al igual que Venom, el simbionte es vulnerable al sonido (en un grado mucho menor que el de Venom) y al calor (en un grado mucho menor que el de Venom), y es indetectable para Spider-Man. A diferencia de Venom, Carnage puede lanzar partes de su simbionte a enemigos en forma de armas sólidas como dardos, lanzas, cuchillos, hachas, etc., aunque se desintegran en polvo a los diez segundos de abandonar el cuerpo de Carnage. Carnage también tiene la habilidad única de deformar sus apéndices en diferentes brazos, piernas e incluso alas. Esto se muestra en varias ocasiones cuando Carnage muta sus dedos y brazos en lo que parecen espadas grandes.
Kasady tiene control total sobre el tamaño, la forma, el color (generalmente rojo y negro), la textura y la dureza de su simbionte (y cualquier parte del mismo). Al igual que Venom, puede hacer que su simbionte se vea como ropa normal (lo que ha hecho en raras ocasiones), o actuar como "camuflaje". Con el simbionte unido a su torrente sanguíneo, puede "regenerar" su disfraz desde cero simplemente sangrando. Su simbionte tiene la habilidad peculiar de bloquear la capacidad de su padre (Venom) para sentirlo y seguirlo. El simbionte también puede adaptarse rápidamente a nuevos entornos: cuando Sentry llevó a Kasady al espacio, El simbionte Carnage pudo salvar su vida al hacer pequeños sacos alrededor de su boca que convirtieron el dióxido de carbono en oxígeno, lo que le permitió a Kasady mantenerse con vida el tiempo suficiente para recuperarlo.
En algunas interpretaciones, el simbionte Carnage es vampírico, se alimenta y pone en peligro a sus víctimas con solo un simple toque. El simbionte también ha demostrado la capacidad de devolver partes de sí mismo al simbionte principal, reintegrándolas. También puede enviar comandos irresistibles a partes de sí mismo que están en tecnología; se usaron para romper los huesos de los Iron Rangers cuando desafiaron a Carnage mientras llevaban exo-trajes tecnológicos mejorados con simbiontes. Usando estas dos últimas habilidades, Carnage absorbió los cinco Iron Rangers, creció a un tamaño enorme y se volvió azul.
Finalmente, los poderes de Carnage siempre han sido mejorados anormalmente de la voluntad maníaca y la cosmovisión demente que Kasady ha tenido desde la edad de 8 años. Kasady ve el caos y la violencia aleatoria y no dirigida como una realidad, y considera que el orden y la virtud son ilusiones. Se enorgullece de su orgullo artístico, le gusta dejar un rastro para que otros lo sigan (por lo general, dejando la frase "Reglas de Carnage" escrita en su propia sangre), y está imprudentemente dispuesto a asumir lo más Peligrosos y poderosos opositores y víctimas. Sin embargo, en raras ocasiones, él deliberadamente ha evitado que las personas sirvan como testigos para otros: por ejemplo, la esposa de Joe Robertson, Martha, durante Savage Rebirth. Kasady se está vengando esencialmente de todo el mundo por los tormentos, tanto reales como imaginarios, de su infancia.
Cuando el simbionte Carnage se unió a Norman Osborn, la combinación resultante era inmune a las debilidades tradicionales del simbionte del sonido y el fuego, aunque el toque de Anti-Venom todavía era peligroso.
Tras la absorción de Grendel, Carnage estaba dotada de poderes divinos, incluso creando "gusanos de la mente" que controlaban las mentes de las personas sin hogar.

## Otras versiones

### Exiliados
El psicótico de la Tierra-15 Peter Parker y Carnage se combinan para convertirse en la "Araña", y se convierte en miembro de Weapon X en Exiles. Él es asesinado cuando Firestar explota de sus poderes.

### MC2
En la línea de tiempo del futuro de MC2, Carnage, también conocido como Espécimen 297, se une al amigo de Spider-Girl, Moose Mansfied, que quería usar el simbionte para curar a su padre del cáncer. También infecta al hermano pequeño de Spider-Girl, convirtiéndolo en una versión en miniatura de sí mismo. Spider-Girl usa los blasters sónicos del villano Reverb para destruir todos los rastros del simbionte.
En una línea de tiempo posterior, se utilizan muestras del simbionte para crear Biopreds, armas vivas que el gobierno usa para tratar de detener a Mayhem, el clon del simionte-parte de Spider-Girl, quien, después de matar a la verdadera Spider-Girl, se convirtió en un asesino vigilante, finalmente matando al héroe Sueño Americano. Los Biopreds se vuelven locos, sin embargo, diezmando el mundo y sus defensores. Mayhem, al ver el error de sus maneras, se remonta en el tiempo y se sacrifica para evitar que su yo anterior mate a Spider-Girl, asegurando que los eventos que llevaron a la creación de Biopreds nunca ocurrieron.

### Ultimate Marvel
La versión Ultimate Marvel de Carnage es un organismo vampírico que se auto regenera. Esta versión se crea a partir de muestras de ADN tanto de Spider-Man (Peter Parker) y el Lagarto, y combinado con muestras de la investigación de traje simbiótico de Richard Parker. Cuando se introdujo por primera vez, el organismo era una burbuja de instinto, sin inteligencia ni conciencia de sí mismo, con su único objetivo de alimentarse del ADN de otros, incluida Gwen Stacy, estabilizarse. Después de alimentarse de varias personas, Carnage se convierte en una forma dañada de Richard. En la batalla de Carnage y Peter a la que Peter arroja a Carnage en una chimenea de acero con factor de fuego, matando a la bestia. Pero antes de su muerte, el organismo se dividió en una réplica de la forma de Gwen.
En Ultimate Spider-Man # 98 "Gwen" parece no tener ningún recuerdo de su "muerte" y cree que estuvo en un hospital, del cual ella ha escapado. En el número 100, después de una serie de revelaciones, el estrés de la situación enfurece a "Gwen". Ella se transforma en Carnage antes de saltar por la ventana. En el próximo número, "Richard Parker" afirma que "Gwen" no debería haber conocido a Peter en absoluto, y era simplemente un experimento en la investigación con células madre. Esta Gwen / Carnage lucha con los Cuatro Fantásticos, Nick Fury y los drones Spider-Slayers, hasta que ella queda inconsciente por un rayo de luz, y es puesta bajo custodia. En el número # 113, Duende Verde causa una masiva fuga de prisión desde el Triskelion. Un preso que parece ser 'Gwen' camina en medio del caos, desapareciendo en las sombras. Se ha revelado que la criatura que se hace pasar por Gwen Stacy sigue siendo el Ultimate Carnage Spider-Man original que enfrentó anteriormente en su carrera. Después de "devorar" a Gwen, esta encarnación de Carnage ha imitado su "esencia" y ahora se cree que es Gwen Stacy.
Durante la historia de "La guerra de los simbiontes", se revela la historia de Gwen / Carnage en el Triskelion. Se muestra que Gwen ha estado tomando algún tipo de terapia con Tony Stark. Sin embargo, cuando el Duende Verde se escapó del Triskelion, Gwen escapó y fue a la antigua casa de Peter Parker en un estado de confusión y terroridad, con el rostro de Carnage sobre su cuerpo. Durante un intercambio entre Peter y Gwen, Eddie Brock intenta atacar a la tía May y volver a tomar su simbionte. En un ataque de rabia, Spider-Man involucra a Eddie en un tejado cercano. Durante la pelea, se muestra que Gwen puede usar a su simbionte para luchar contra Eddie, pero el simbionte de Eddie se reconstituye al entrar en contacto con Carnage y absorbe al simbionte, convirtiendo a Gwen en una chica normal.

### Marvel 1602
En la Tierra-311, Canice Cassidy creía que estaba vinculado a un demonio y formó la versión del universo de Seis Siniestros llamada Sinister Sextet con Electro, Hobgoblin, Karnov (versión de Tierra-411 de Kraven el Cazador), Magus (versión de Tierra-311 de Mysterio) y Serpent (que es similar a Lagarto) como sus miembros. La Red de Guerreros que ayudan a las dimensiones (que perdieron su Spider-Man) derrotaron a Sinister Sextet, y cuando rodean a sus cautivos, se dan cuenta de que Electro se escapó, sin que el grupo lo supiera, y los siguió hasta la Gran Red.

### Venomverso
En Venomverso, cuando Venom y Eddie Brock de Prime Earth fueron reclutados para una guerra entre protectores letales de todo el multiverso y los Venenos que comen simbiontes, los Venenos del multiverso estaban en las cuerdas hasta que Eddie tuvo la brillante idea de reclutar al psicópata Carnage a su lado. Convocaron a un Carnage que provenía de un mundo en el que había logrado matar a Venom, y mientras era volátil al principio, se involucró en una batalla con la Resistencia, cuando se dio cuenta de que tenía la oportunidad de luchar contra "un superhéroe de buncha en desorden". Decidió unirse a los Venoms. Por alguna razón, Carnage fue inmune a los venenos, y él ayudó a inclinar la balanza a su favor en una última carrera de suicidio y fue dejado muerto junto a Poison Deadpool, y aparentemente fue asesinado cuando la nave de la Colmena fue destruida, después de que los héroes fueron atacados, devueltos a sus respectivas dimensiones.

### Cruce entre empresas

#### Amalgam Comics
Carnage también se usó en DC y Marvel's Amalgam Comics, donde fue amalgamado con Bizarro en Bizarnage, un adversario de Spider-Boy que apareció en su único problema.

## Apariciones en otros medios

### Televisión
- El simbionte Carnage apareció en la serie animada Spider-Man, emitida entre 1994 y 1998, su versión se muestra que nunca ha matado a nadie, pero sigue siendo un psicópata trastornado con antecedentes penales. Específicamente está en los capítulos como «El regreso de Venom», cuando Cletus es capturado por la policía después de haber planeado en hacer explotar una bomba sobre Nueva York. En la prisión, comparte una celda con Eddie Brock. Después de que el simbionte original, va a la prisión y reúne con Brock y se escapa, Barón Mordo aparece delante de Cletus y le explica que el otro simbionte tiene los mismos poderes simbióticos. Cuando Mordo hace un trato con este poder simbionte a cambio de la servidumbre a Dormammu, Cletus acepta la oferta y los bonos con el nuevo simbionte, convirtiéndose en Carnage y se escapa de la prisión. En «Carnage», él y Venom obtienen poderes vampíricos para robar la energía vital para que Dormammu pueda escapar a esta dimensión y consumir. Carnage refiere burlonamente a Venom como papá. Carnage secuestra a la Dra. Ashley Kafka, lo que resulta en Venom haciendo equipo con Spider-Man y Iron Man. Después del enfrentamiento final, Carnage trató de arrastrar a Ashley en el reino de Dormammu con él, pero Eddie se sacrificó para salvar a Ashley y cae a través del portal con Carnage. Carnage, Venom y Dormammu están encerrados en su última instancia en la dimensión de Dormammu. En «La búsqueda de Mary Jane Watson», una versión robótica de Carnage se puede ver en el escondite subterráneo de Mysterio con Venom y hacia el final de la serie, el simbionte Carnage se encuentra en una versión alternativa de Spider-Man para convertirse en Spider-Carnage, por tanto, los Spider-Men de diferentes dimensiones emprenden una misión para detener al supervillano homicida.

- Carnage / Cletus Kasady apareció en Spider-Man Unlimited.[48] En esta versión, el simbionte está en completo en control de su anfitrión, y funciona bien con Venom. Viajaron a Tierra opuesta para unirse al sinóptico, una mente colmena de simbiontes. En el final de la serie, el Alto Evolucionador separa a Carnage y Venom de sus anfitriones respectivos; Kasady es visto por última vez como el sinóptico que emerge en la Tierra opuesta.

- El simbionte Carnage estaba originalmente programado para aparecer si la serie animada The Spectacular Spider-Man, de 2009, fue originalmente programado para aparecer si la serie ha sido renovada para una tercera temporada,[49] pero no fue así.

- Posteriormente apareció en la serie animada Ultimate Spider-Man, emitida entre 2012 y 2017. La primera versión es una forma mutada del simbionte Venom, que hace ruidos aterradores, tiene lengua puntiaguda, y puede girar la punta de su cuerpo:
  - Durante la segunda temporada, episodio 8, "Carnage", se crea la forma original cuando el Duende Verde inyecta a Peter Parker con una muestra del simbionte para convertirse en un Venom perfecto pero las células de araña de Peter hacen que el organismo sea inestable e imperfecto. Con Peter como su anfitrión, Carnage es enviado por el Duende para eliminar a Spider-Man; el Duende, mientras que la aprobación de este nuevo 'hijo', no sabía que Spider-Man y Peter son la misma persona. Nick Fury y el equipo de S.H.I.E.L.D. (Nova, White Tiger, Power Man, Puño de Hierro) atacan a Carnage. Carnage lucha a través de los aliados de Spider-Man, pero se detiene cuando Harry Osborn absorbe el simbionte para liberar a Peter mientras que obtiene la forma de Venom, dejando a Carnage inactivo.
  - En la cuarta temporada, aparece como una criatura completamente diferente,[50][51] en las tres partes de "La Saga Simbionte",[52] como una armadura en armas para HYDRA, siendo creado por Michael Morbius a partir de una muestra tomada a la fuerza del simbionte del Agente Venom. Después de ser inyectado con suero de ADN del murciélago vampiro del Doctor Octopus, Morbius se venga lanzando el nuevo simbionte en Doc Ock. Spider-Man y Flash Thompson a continuación, luchan contra Carnage-Ock hasta que Spider-Man utiliza un dispositivo de sonido, lo que resulta en la separación, que también neutraliza los nanos de su anfitrión. Carnage luego se convierte en su forma familiar con una mirada híbrida de rojo y negro con los dientes negros, hablar y actuar por sí solo, sin un huésped para tener una gran cantidad de causar caos. Carnage lucha contra Spider-Man y luego con el Agente Venom, engañando a los dos jóvenes héroes en la explosión de sí mismo para que los civiles a continuación puedan ser infectados por los fragmentos del simbionte. Los fragmentos del simbionte Carnage poseen a cada civil en Manhattan (incluyendo a J. Jonah Jameson, Hulk y Shriek). Spider-Man se une al Capitán América, Agente Venom, Puño de Hierro y Capa y Daga para luchar contra Carnage-Hulk y otros anfitriones de Carnage como los civiles Carnage poseídos causando que Harry como el Anti-Venom despertará en Oscorp. Mientras que Mary Jane Watson (a través de Midtown High) utiliza la comunicación de redes del Daily Bugle para ayudar a los civiles inocentes, Spider-Man logra obtener al Anti-Venom a lo alto del corazón de Carnage donde Harry sacrifica el simbionte Anti-Venom para deshacer el control de Carnage sobre todos. Sin embargo, Carnage vuelve a formarse en una criatura gigante que lucha contra Spider-Man y el Agente Venom, lo que resulta en la criatura que envuelve a Midtown High. Ahora como una colmena, consiste a Carnage con forma en versiones en miniatura, criaturas como arañas y avispas que Spider-Man, el Agente Venom y el Patriota pelean antes de tener un encuentro mortal con la Reina Carnage. Morbius y Crossbones en previsto, utilizan misiles de HYDRA desactivados y confiscados por S.H.I.E.L.D. a continuación en Midtown High para enviar drones no tripulados Carnage a todas las ciudades del mundo. Después de la fuga de Crossbones y Morbius derrotado, Mary Jane supera el control de la Reina Carnage y Flash desactiva los misiles drones de Carnage. Con el tiempo, en "Los Destructores de Arañas, Pt. 1", Mary Jane abraza a su simbionte Carnage dentro de ella y asume la identidad de Spider-Woman (referenciada como Spider-MJ), gracias al experimento del Dr. Connors, que le ayuda a controlar el simbionte por completo.

- El simbionte Carnage aparece en la tercera temporada de Guardianes de la Galaxia.[53] Esta versión fue creada por Thanos durante un experimento con los simbiontes, genéticamente modificada para ser obediente al Titán y permitir controlar a todos los demás simbiontes y sus anfitriones. En los episodios "De Vuelta al Ritmo de Nueva York" y "Entra Carnage", el simbionte Carnage liberó a Thanos después de que Thanos fuera enterrado en Manhattan y se uniera con el Titán para comenzar a extenderse por la ciudad antes de que Carnage sea destruido por los Guardianes de la Galaxia y Spider-Man.

### Cine
La encarnación de Cletus Kasady de Carnage aparece en películas de acción real ambientadas en el Universo Spider-Man de Sony, interpretado por Woody Harrelson.
- Kasady hace una breve aparición en la escena post-créditos de la película Venom (2018).[54][55] En la escena, Kasady es visitado por Eddie Brock para una entrevista en la prisión, en un intento por descubrir el lugar donde Kasady almacenó los cadáveres de sus víctimas. Kasady conversa brevemente con Brock, antes de proclamar que escapará, y cuando lo haga, "habrá una carnicería". Harrelson ha declarado desde entonces que Kasady tendrá un papel importante en la secuela de la película, ya que no pudo leer su guion hasta que firmó la primera película.[56]
- Kasady regresa en la secuela Venom: Let There Be Carnage  (2021), que presenta al simbionte Carnage.[57] Esta versión del simbionte se creó cuando Cletus Kasady mordió la mano de Eddie Brock y absorbió parte del simbionte Venom. Después de salvar a Kasady de ser ejecutado por inyección letal, Carnage se presenta y hace un trato con Kasady: a cambio de ayudarlo a liberar a su amante, Frances Barrison, y matar a Brock y Venom. Después de que Kasady está de acuerdo, él y Carnage hacen un alboroto violento por San Francisco y capturan a Patrick Mulligan y Anne Weying para atraer a Venom. Sin embargo, debido a que su vínculo está incompleto, Carnage y Kasady son derrotados, y Venom se come al primero.

### Videojuegos
- El simbionte Carnage es un personaje principal en The Amazing Spider-Man 2 (1992), Spider-Man / X-Men: Arcade's Revenge, The Amazing Spider-Man: Lethal Foes, y Spider-Man and Venom: Maximum Carnage y su secuela Venom/Spider-Man: Separation Anxiety.
- El simbionte Carnage es el jefe final del videojuego Spider-Man 2000, apareciendo por primera vez como un anfitrión de Cletus Kasady (interpretado por Dee Bradley Baker). Después de que Spider-Man derrota a Kasady, el simbionte Carnage deja a Kasady y se une a Doc Ock, convirtiéndose en el Monster-Ock. Destruye gran parte de la base submarina cuando persigue a Spider-Man.
- La iteración Ultimate Marvel del simbionte Carnage aparece en el videojuego Ultimate Spiderman. Después de aprender cómo funciona el traje Venom y de no poder retirarlo de su anfitrión, Eddie Brock, CEO de Industrias Trask, Bolivar Trask decide crear su propia muestra improvisada del simbionte para reemplazarla. Carnage nace después del científico Adrian Toomes inyecta a Peter Parker esta muestra, lo que lleva a un monstruo simbionte mucho más agresivo e incontrolable, que deja inconsciente a Toomes y se escapa, causando estragos en el edificio Trask. Después de que Eddie se transforma en Venom, persigue a Carnage por el edificio y lo derrota, absorbiendo al simbionte de Peter, lo que le da un control completo sobre ambos trajes, simbolizado por un emblema de araña blanca que aparece en el pecho de Venom.
- Además aparece como personaje jugable en Marvel Ultimate Alliance 2 y "Marvel Contest Of Champions"
- La iteración de Marvel de Ultimate Marvel aparece como un villano en el segmento Ultimate final en Spider-Man: Shattered Dimensions,[58] con la voz de Fred Tatasciore. Derivado del ADN de Spider-Man y el simbionte Venom, Carnage ha sido capturado por S.H.I.E.L.D. y llevado al Triskelion, junto con un fragmento de la Tabla de Orden y Caos. S.H.I.E.L.D. comenzó a experimentar con Carnage y el fragmento, combinándolos con la esperanza de crear un nuevo tipo de energía. La carnicería absorbe el fragmento y escapa a la contención, drenando a todos los que llegan a través de la energía y utilizando el poder de la tableta para reanimarlos como zombis sin sentido (que se transforman lentamente en criaturas simbiontes como él mismo). Spider-Man persigue a Carnage a lo largo de las ardientes ruinas de Triskelion, tratando con el engendro del villano y los Spider-Slayers armados con lanzallamas (que identifican a Spider-Man como una amenaza debido al uso del Simbiote traje negro). Acorralando a su objetivo en el piso más alto del Triskelion y ganando un poco de ayuda de Spider-Slayers reprogramados, Spider-Man derrota a Carnage y recupera el fragmento final, dejando a la criatura atrapada bajo escombros. Durante los créditos, se muestra a Carnage posando para fotos en la prisión.
- La versión Cletus Kasady de Carnage es un personaje jugable en la versión PSP de Spider-Man: Friend or Foe, con la voz de Fred Tatasciore.
- Carnage (Cletus Kasady) aparece en el videojuego The Amazing Spider-Man 2 de 2014, con la voz de David Agranov.
- El simbionte Carnage es un personaje jugable como el alias "Carnage" de Cletus Kasady y como Spider-Carnage de Ben Reilly en el juego móvil Spider-Man Unlimited.
- En muchos juegos relacionados con Marvel, el simbionte Carnage aparece en el anfitrión de su alias más notable, Cletus Kasady, estos juegos incluyen Marvel: Ultimate Alliance 2.[59] Lego Marvel Super Heroes,[60] Marvel: Avengers Alliance, Marvel Super Hero Squad Online, Marvel Heroes 2015, Marvel Future Fight, Marvel Puzzle Quest,[61]Marvel: Contest of Champions[62] y Lego Marvel Super Heroes 2.[63][64]
- En Lego Marvel Super Heroes 2, cuando Spider-Man, Ms. Marvel, She-Hulk, Spider-Gwen y Spider-Man 2099 entran en Alchemax, comienzan a luchar contra los científicos que han sido poseídos por los simbiontes Carnage y Venom. Más tarde, Duende Verde 2099 usa un fragmento del Nexus de Todas las Realidades para fusionar el simbionte Venom y el simbionte Carnage en una nueva criatura, apodada Carnom por Spider-Man, que está siendo controlada por el Duende. Carnom lucha y es derrotado por los héroes. Mientras reclaman el fragmento, Carnom comienza a perseguir al Duende 2099 en represalia por su abuso.[63][64]
- El simbionte Carnage hizo su aparición en el videojuego Fortnite: Battle Royale durante la Temporada 8 del Capítulo 2 como personaje desbloqueable en el Pase de Batalla de la temporada ya mencionada, alcanzando el nivel 90.